# 特別危機管理銀行
特別危機管理銀行（とくべつききかんりぎんこう）とは、預金保険法102条一項三号を適用された銀行である。
2001年の預金保険法改正で金融危機対応に関する同法102条が新設した事に伴い規定された。2009年時点では足利銀行が2003年10月から2008年7月に亘り指定されたのみである。

## 概要
不良債権の増大や粉飾決算などによって自己資本を毀損して債務超過状態に陥った場合、預金の払い戻しが困難となり銀行等の預金金融機関は経営破綻することとなる。金融庁の監査結果を踏まえて内閣府の金融危機対応会議で「預金保険法102条一項三号」が認定された場合、特別危機管理銀行となり、株式会社である銀行の全株式を預金保険機構が強制的に無償で取得することになる。その後、経営陣は内閣総理大臣の命によって金融庁から指名される。新しい経営陣は旧経営陣に対する責任追及を行い、民事上や刑事上の必要な処置を行わなければならない。
その後、必要な資金援助を行い健全資産を保持し、不良資産は整理回収機構に売却して再建を計る。他の金融機関への合併、事業譲渡や預金保険機構の株式を売却することで処置が終了する。

## 特別公的管理
特別危機管理の前身にあたる制度として、1998年に施行された金融再生法第6章における特別公的管理が、2001年3月までに管理を終了する時限措置として定められていた。この制度では破綻前の処理も想定されており金融機関の株式取得にあたって取得価格を後に決めた結果、実際の適用例では債務超過状態にあると認定して無償取得していたが、特別危機管理の処理では債務超過の金融機関の処理に限定されているため、常に無償で取得することになった。
特別公的管理銀行は日本長期信用銀行および日本債券信用銀行であったが、いずれも処置が終了している。